# John Ledford
John Robert Ledford II (Houston, Texas, 19 de agosto de 1968) es un productor y empresario estadounidense en la industria del anime. Es conocido por fundar ADV Films, Anime Network, Newtype USA y Sentai Filmworks, Ledford ha sido productor ejecutivo de cientos de títulos de anime incluyen Halo Legends, Appleseed Alpha, Short Peace, Sailor Moon, Hello Kitty, y el doblaje de Neon Genesis Evangelion.

## Vida y carrera
Ledford nació el 19 de agosto de 1968 en Houston, Texas, hijo de Gayle Greer (1945–2009) y John Robert Ledford. Su madre, Gayle, era arpista y ecuestre.
Un ávido fanático de los videojuegos, Ledford comenzó su carrera en 1990 al fundar Gametronix. El negocio creció hasta convertirse en el segundo mayor importador estadounidense de videojuegos y consolas japonesas como Mega Drive, Famicom, Super Famicom y PC Engine. El interés de John en el anime comenzó después de ser presentado a Mi vecino Totoro. En 1992, él y su socio comercial Matt Greenfield centraron su atención en la industria del anime y fundaron A.D. Vision.
A.D. Vision (también conocido como ADV Films o ADV) se convirtió en un líder mundial de entretenimiento de anime, innovación, diversidad de medios, productos de consumo de marca, licencias y publicaciones. En su décimo año, ADV era el mayor empleador de actores en el suroeste de los Estados Unidos y se expandió para incluir sucursales en Tokio y el Reino Unido. En una década, ADV consolidó su estatus como un importante distribuidor de anime en América del Norte, lanzando títulos como Neon Genesis Evangelion, Sailor Moon y Hello Kitty. La compañía también lanzó películas de acción en vivo en DVD, como Andromeda y Earth Final Conflict de Gene Roddenberry, así como Sci-Fi Channel y Jim Henson, la exitosa serie Farscape, promovió lanzamientos de películas originales y se aventuró en la lucha extrema con Combat Zone Wrestling.
Ledford fundó Anime Network, la primera red de televisión por cable dedicada exclusivamente al anime de América del Norte, en 2001; creció de solo 500,000 hogares para llegar a más de 40,000,000 hogares. Al año siguiente comenzó a publicar Newtype USA en sociedad con Kadokawa Publishing. La operación de publicación creció para incluir ADV Manga, que autorizó y publicó cientos de manga japonés y manhwa coreano para su distribución en América del Norte.
Ledford cofundó J-Spec Pictures en 2008 con el productor Joseph Chou. El primer proyecto de la compañía giró en torno a Halo, la franquicia global número uno del desarrollador Bungie y publicada por Microsoft Corp.
En 2008, Ledford estableció compañías separadas de ADV llamadas Sentai Filmworks y Sentai Holdings. Desde entonces, Sentai ha adquirido aproximadamente cuatrocientas licencias, incluidos varios títulos aclamados como La tumba de las luciérnagas, Ninja Scroll, High School of the Dead y Gatchaman. En 2014, Sentai Filmworks adquirió la licencia norteamericana de Short Peace, una colección ómnibus de cuatro cortometrajes de anime, incluidos los 86.os títulos de los Premios Óscar, nominados a los mejores títulos de cortometrajes de animación dirigidos por Shuhei Morita. La película tuvo un estreno teatral a nivel nacional en más de 250 teatros. Sentai Filmworks continúa administrando una de las bibliotecas de anime más grandes del mundo lanzadas en plataformas de medios tradicionales y digitales.
Ledford creó Infinite Frontiers en 2010 para agregar contenido digital a través de cuentas como Hulu, Netflix, iTunes, PlayStation y Xbox Live. Todavía un ávido fanático de los juegos, dos años más tarde fundó Specter Media como una nueva empresa de juegos móviles para desarrollar y publicar juegos para Apple iOS, Android (sistema operativo) y navegadores web. El título de lanzamiento debut de la compañía fue Mobile Infantry (Starship Troopers), basado en la película de ciencia ficción, el cómic y la franquicia de libros Tropas del espacio.